# Elionor de Provença
Elionor de Provença (Ais de Provença v 1223 - Amesbury, Regne d'Anglaterra 26 de juny de 1291), va ser una noble provençal que es va convertir en reina d'Anglaterra com a esposa del rei Enric III des del 1236 fins a la seva mort el 1272. Va ser regent d'Anglaterra durant l'absència del seu cònjuge a França el 1253.
Encara que era totalment devota al seu marit i el va defensar fermament contra el rebel Simó V de Montfort, era molt odiada pels londinencs. Això va ser perquè havia portat molts familiars amb ella a Anglaterra en el seu seguici; coneguts com "els savoyards", a qui se'ls va donar càrrecs influents en el govern i el regne. En una ocasió, la barca d'Elionor va ser atacada per londinencs enfadats que li van llançar pedres, fang, trossos de paviment, ous podrits i verdures.
Elionor va tenir cinc fills, inclòs el futur rei Eduard I d'Anglaterra. També era coneguda per la seva intel·ligència, habilitat per escriure poesia; com a líder de la moda, i també per la seva pietat i devoció cristiana.

## Joventut

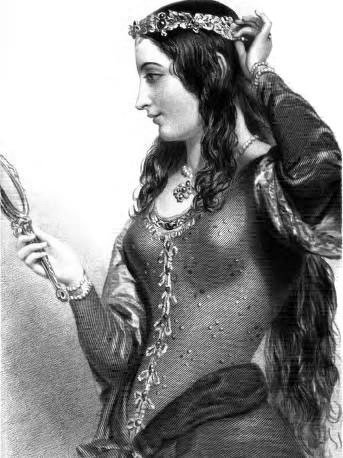
Elionor de Provença

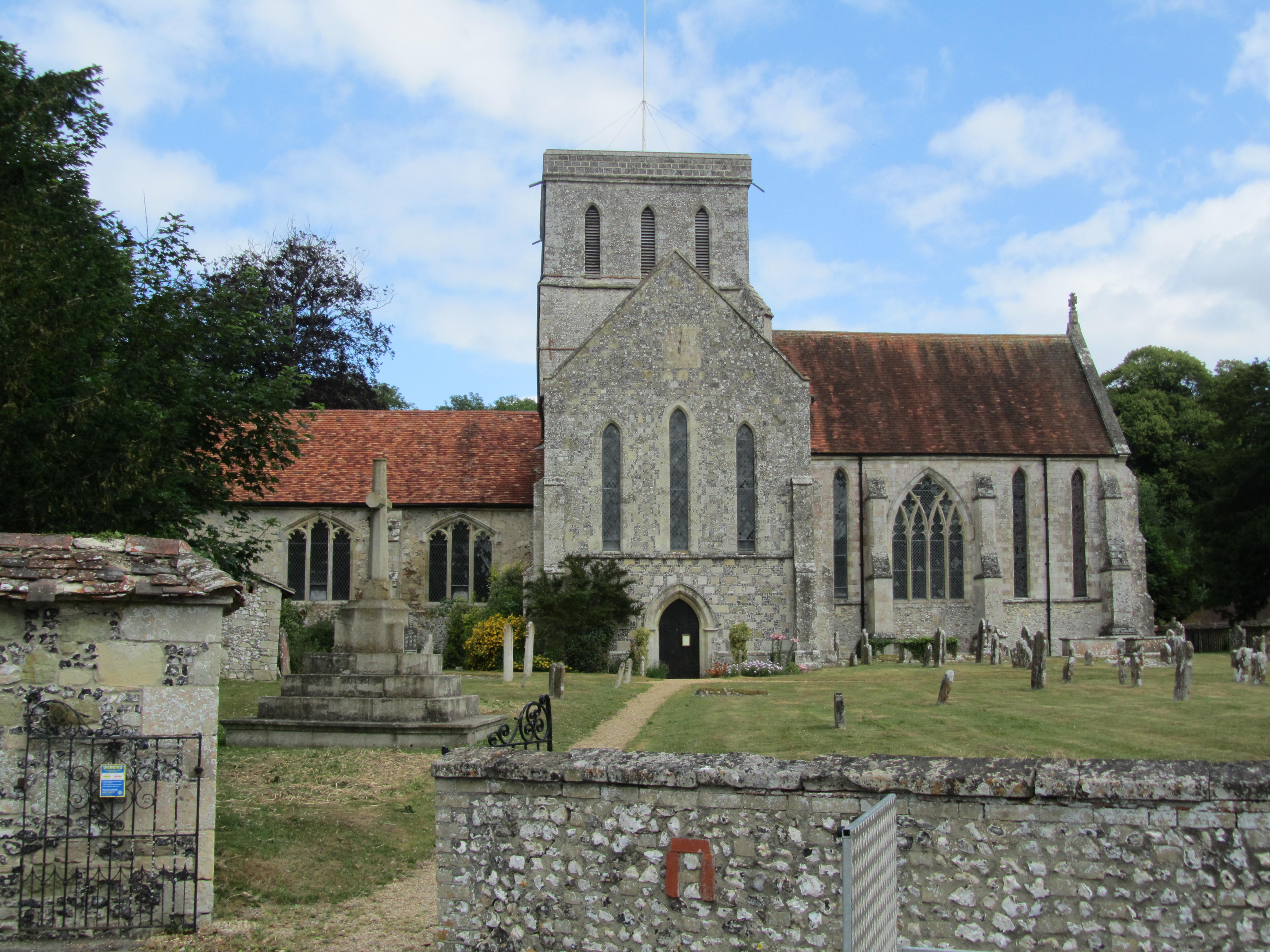
Abadia d'Amesbury, lloc de mort i enterrament de la reina.

Nascuda a la ciutat d'Aix-en-Provence, al sud de França, era la segona filla de Ramon Berenguer V, comte de Provença (1198-1245) i de Beatriu de Savoia (1198-1267), filla de Tomàs I de Savoia i la seva dona Margarida de Ginebra. Va ser ben educada de petita i va desenvolupar una forta passió per la lectura, en part a causa de la influència del seu tutor Romeu de Vilanova. Les seves tres germanes també es van casar amb reis. Després que la seva germana gran Margarida es casés amb Lluís IX de França, el seu oncle Guillem va dirigir-se a Enric III d'Anglaterra per persuadir-lo de casar-se amb Elionor. Enric va buscar un dot de fins a vint mil marcs de plata per ajudar a compensar el dot que acabava de pagar per la seva germana Isabet, però el pare d'Elionor va poder negociar-ho sense dot, només amb la promesa de deixar-li deu mil marcs quan morís.
Igual que la seva mare, àvia i germanes, Eleionor era coneguda per la seva bellesa. Era una morena de cabells foscos i d'ulls fins. Piers Langtoft parla d'ella com "la filla de l'erle, el maig més bonic de la vida". El 22 de juny de 1235, Elionor es va prometre amb el rei Enric III (1207–1272). Elionor va néixer probablement més tard de l'any 1223; Mateu de París la descriu com a "jamque duodennem" (ja té dotze anys) quan va arribar al Regne d'Anglaterra per al seu matrimoni.

## Reina consort

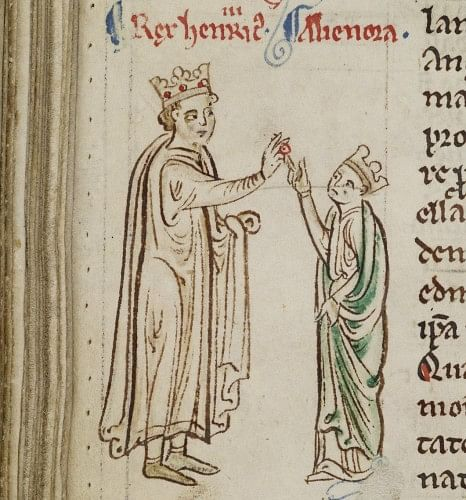
El casament d'Elionor i Enric III representat per Mateu de París a la dècada de 1250, on es mostra la seva diferència d'edat; ell tenia 28 anys, ella potser 12 o 13.

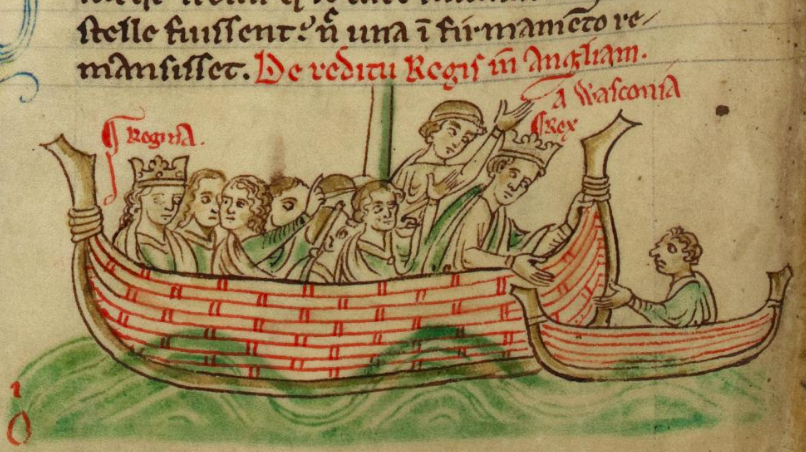
Elionor ('Regina') i Enric III ('Rex') tornant de Gascunya, de Mateu de París

Elionor es va casar amb el rei Enric III d'Anglaterra el 14 de gener de 1236. En aquell moment, ella tenia 12 o 13 anys, mentre que ell en tenia 28. Mai havia vist a Enric abans del casament a la catedral de Canterbury i mai havia trepitjat el seu regne. Edmon Rich, arquebisbe de Canterbury, va oficiar. Anava vestida amb un vestit daurat brillant que s'ajustava ben bé a la cintura i s'escampava amb plecs amples als seus peus. Les mànigues eren llargues i folrades d'ermini. Després de viatjar a Londres el mateix dia on una processó de ciutadans va saludar la parella nupcial, Elionor va ser coronada reina consort d'Anglaterra en una cerimònia a l'abadia de Westminster que va ser seguida d'un magnífic banquet amb l'assistència de tota la noblesa en ple. El seu amor pel seu marit va créixer significativament a partir de 1236.

### Impopularitat
Elionor era una consort lleial i fidel a Enric, però va portar al seu seguici un gran nombre d'oncles i cosins, "els savoyards", i la seva influència amb el rei i la seva impopularitat amb els barons anglesos van crear friccions durant el regnat d'Enric. El seu oncle Guillem de Savoia es va convertir en un conseller proper del seu marit, desplaçant i generant desconfiança als barons anglesos.
Elionor va ser nomenada regent d'Anglaterra quan el seu marit va marxar a Gascunya el 1253. Durant aquest temps va exercir les funcions de Lord Chancellor, l'única dona que ho va fer fins que Liz Truss va ser nomenada a l'oficina el 2016. Eionor es va dedicar a la causa del seu marit, va contestar amb fermesa a Simó de Montfort i va reunir tropes a França per a Enric.
El 13 de juliol de 1263, navegava pel Tàmesi quan la seva barcassa va ser atacada per ciutadans de Londres. Elionor odiava amb força els londinencs, que li retornaven el seu odi; en venjança per la seva antipatia, Elionor havia exigit a la ciutat tots els pagaments endarrerits del tribut monetari conegut com a reina-or, pel qual rebia una dècima part de totes les multes que arribaven a la Corona. A més de la reina-or, altres multes d'aquest tipus eren imposades als ciutadans per la reina amb el més petit pretext. Tement per la seva vida quan va començar a veure que li llançaven pedres, trossos solts de paviment, fang sec, ous podrits i verdures, Elionor va ser rescatada per Thomas Fitzthomas, l'alcalde de Londres, i es va refugiar a la casa del bisbe de Londres.

## Reina vídua i mort

### Expulsió dels jueus de les terres de Dower
Elionor va ser coneguda per la seva hostilitat cap als jueus i el judaisme. El 16 de gener de 1275, va rebre el permís d'Eduard I per expulsar els jueus de totes les seves terres. Els jueus van ser expulsats de Marlborough, Gloucester, Worcester i Cambridge. Els jueus de Cambridge van rebre instruccions de fugir a Norwich, i els de Marlborough a Devizes. Els jueus de Gloucester van rebre l'ordre de traslladar-se a Bristol, però estaven preocupats a causa de la violència antijueva que s'havia produït allà i, en canvi, van optar sobretot per traslladar-se a Hereford juntament amb els que es van veure obligats a abandonar el proper Worcester.

### Darrers anys i mort
El 1272, Enric va morir, i el seu fill Eduard, que tenia 33 anys, es va convertir en rei d'Anglaterra. Va romandre a Anglaterra com a reina vídua i va criar diversos dels seus néts: dos dels fills d'Eduard, Enric i Elionor, així com el fill de Beatriu, Joan de Bretanya. Quan el seu net Enric va morir l'any 1274, Elionor es va posar de dol i va donar ordres que el seu cor fos enterrat al priorat de Guildford, que ella va fundar en memòria seva. Les dues filles restants d'Elionor van morir el 1275, Margaret el 26 de febrer i Beatriu el 24 de març.
Es va retirar el 1286 al Priorat d'Amesbury a Wiltshire, a vuit milles al nord de Salisbury, on va rebre la visita del seu fill, el rei Eduard. Dues de les seves nétes, Maria de Woodstock (filla d'Eduard) i Elionor de Bretanya, ja eren monges, cadascuna d'elles va entrar al priorat en complir els set anys.
Elionor va morir el 24 o 25 de juny de 1291 al priorat, on va ser enterrada. Es desconeix el lloc de la seva tomba, la qual cosa la converteix en l'única reina anglesa sense una tomba marcada. El seu cor va ser portat a Londres on va ser enterrat al priorat franciscà de Greyfriars.

## Llegat cultural
Elionor era coneguda pel seu aprenentatge, intel·ligència i habilitat per escriure poesia, així com per la seva bellesa; també era coneguda com a líder de la moda, important contínuament roba de França. Preferia el domàs de seda vermella i sovint portava cotes de colors, faixes d'or o plata en els quals s'introduïa casualment un punyal i decoracions de quadrifoli daurat. Per cobrir els seus cabells foscos, portava unes gorres de pastilles alegres. Elionor va introduir a Anglaterra un nou tipus de toca, que era alta, "en la qual el cap s'allunyava fins que la cara semblava una flor en una espata envoltant".
De petita havia desenvolupat el gust per les cançons dels trobadors i va continuar aquest interès fins a l'edat adulta. Va comprar molts llibres romàntics i històrics que incloïen històries des de l'antiguitat fins a romanços contemporanis escrits en el període (segle XIII).
Elionor és la protagonista de The Queen From Provence, un romanç històric del novel·lista britànic Jean Plaidy que es va publicar el 1979. Elionor és un personatge principal de la novel·la Four Sisters, All Queens de l'autora Sherry Jones, així com de les novel·les The Sister Queens de Sophie Perinot, Falls The Shadow de Sharon Kay Penman i "My Fair Lady: A Story of Henry III's Lost". Queen" de JP Reedman. També és el tema de la banda de metall simfònic noruec Leave's Eyes a la seva cançó "Eleonore De Provence" del seu àlbum Symphonies of the Night.

## Veneració
Fou coneguda per la seva pietat i devoció cristiana, i a la seva mort fou venerada com a Santa Elionor, tot i que fou beatificada però no canonitzada. La seva festivitat litúrgica és el 25 de juny, però s'ha celebrat durant segles el dia 1 de juliol.
Fou sebollida l'11 de setembre de 1291 a l'abadia de St Mary and St Melor (Amesbury). El seu cor fou portat a Londres, a l'església del priorat franciscà de Greyfriars.

## Descendència
Elionor i Enric van tenir cinc fills junts. Elionor sembla haver estat especialment pendent del seu fill gran, Eduard; quan va estar mortalment malalt el 1246, ella es va quedar amb ell a l'abadia de Beaulieu a Hampshire durant tres setmanes, molt més enllà del temps permès per les regles monàstiques. Ella personalment va supervisar l'educació d'Eduard. La seva filla petita, Katherine, sembla que patia una malaltia degenerativa per la qual va esdevenir sorda. Quan la nena va morir a tres anys, va ser un cop molt dur pels seus pares. Elionor possiblement va tenir quatre fills més que també van morir en la infància, però la seva existència està en dubte, ja que no n'hi ha constància documental.
1. Eduard I (1239–1307), es va casar amb Elionor de Castella (1241–1290) el 1254, de qui va tenir descendència, inclòs el seu hereu[28] Eduard II. La seva segona esposa va ser Margarida de França, de qui va tenir descendència.[28]
2. Margarida (1240–1275), es va casar amb el rei Alexandre III d'Escòcia, de qui va tenir descendència.[28]
3. Beatriu (1242–1275), es va casar amb Joan II, duc de Bretanya, de qui va tenir descendència.[28]
4. Edmund Crouchback, primer comte de Lancaster (1245–1296), [29] es va casar amb Aveline de Forz el 1269, que va morir quatre anys després sense descendència; es va casar amb Blanca d'Artois el 1276, de qui va tenir descendència.
5. Katherine (25 de novembre de 1253 - 3 de maig de 1257)[28]